# قصرقجر
قصرقجر، روستایی از توابع بخش مرکزی شهرستان بجنورد در استان خراسان شمالی ایران است.

## جمعیت
این روستا در بجنورد قرار دارد و براساس سرشماری مرکز آمار ایران در سال ۱۳۸۵، جمعیت آن ۵۶۴ نفر (۱۴۸خانوار) بوده‌است.

## زبان
مردم روستا کرد هستند و به زبان کردی حرف می زنند.